# Combat d'Anderlecht
Pour les articles homonymes, voir Anderlecht (homonymie).
Batailles
Le combat d'Anderlecht, parfois appelé bataille d'Anderlecht, a eu lieu à Anderlecht près de Bruxelles en Belgique entre le Saint-Empire romain et la France le 13 novembre 1792.

## Préambule
Après la victoire de Jemappes, les troupes impériales s'efforcent de retarder la marche victorieuse des troupes de la République. 
Le 13 novembre 1792, l'arrière garde des Impériaux, commandée par le duc Ferdinand Frédéric Auguste de Wurtemberg rencontre à Leeuw-Saint-Pierre, sur le chemin de Bruxelles, une avant-garde française commandée par d'Harville, Stengel, Rosières et Thouvenot, bientôt suivie par le gros de la troupe commandée par Dumouriez qui poursuivit les Impériaux jusque sur les hauteurs d'Anderlecht.

## La bataille
L'armée révolutionnaire française commandée par Dumouriez, constituée au départ de 3 000 volontaires, se lance à l'assaut des lignes du duc de Wurtemberg accompagné de 20 000 hommes, sur les hauteurs d'Anderlecht.
Après une canonnade très vive et un combat qui dure 6 heures, les troupes françaises, secondées par les renforts qui arrivent au fil de l'eau, finissent par atteindre 35 000 volontaires, forcent l'armée impériale à se retirer en désordre sur Bruxelles, traversée durant la nuit.

## Bilan
Les Impériaux perdent 500 hommes sur le terrain ; leur cavalerie, commandée par Latour, parvient cependant à ralentir la poursuite des Français et éviter de plus lourdes pertes. Le lendemain, 14 novembre 1792, Dumouriez fait son entrée à Bruxelles, capitale des Pays-Bas autrichiens, sous les acclamations des habitants ; un certain nombre de soldats wallons se rallient à l'armée française.

## Ordre de bataille
République française
- 21e régiment d'infanterie légère
- 12e régiment de chasseurs à cheval
- 1er régiment de hussards
- 2e bataillon de volontaires des Hautes-Alpes